# Robert Stauffer
Robert Stauffer (* 23. Juni 1936 in Bern, Schweiz, gestorben am 17. April 2025) war ein Schweizer Schriftsteller, Hörspielautor, Kulturjournalist und Übersetzer.

## Leben
Der Sohn eines Hoteliers wuchs in Bern und Zürich auf, wo er die Kunstgewerbeschule besuchte und Schauspielunterricht nahm. Nach einer Ausbildung zum Hochbauzeichner und ersten Lyrik-Veröffentlichungen in Zürcher Tageszeitungen zog er 1958 nach Wien. Dort arbeitete er als freier Kulturjournalist für in- und ausländische Zeitungen und war bei Radio Wien als Hörspielregisseur tätig.
Zusammen mit Jan Rys gründete er 1962 die Karlsteiner Autorentreffen, die von 1969 bis 2001 alljährlich als Internationales Hörspiel- und Dramaturgentreffen, mit Unterstützung des ORF, in Rust im Burgenland stattfanden.
1970 erhielt er ein dreijähriges Stipendium des ungarischen Kulturministeriums zum Studium der ungarischen Sprache und Literatur; seither gilt er auch als Kulturvermittler zwischen Ungarn und den deutschsprachigen Ländern. Er übersetzte unter anderem Werke von Sándor Weöres, Magda Szabó, Róbert Reiter und Lajos Kassák.
Von 1974 bis 1976 war er Sekretär des Österreichischen Kunstsenats unter Rudolf Henz, danach lebte er als freier Autor bis 1987 in Köln. Seitdem ist er in München ansässig. Von 1987 bis 1988 war er Hörspieldramaturg beim Bayerischen Rundfunk und arbeitet als Lehrbeauftragter für Hörspiel mit Studenten am Institut für Theaterwissenschaft der Ludwig-Maximilians-Universität München.
Von 1991 bis 2005 war er Vorsitzender des Verbandes deutscher Schriftsteller (VS) Bayern; seit 2005 Ehrenvorsitzender. Seit Mai 1994 gehört er dem Rundfunkrat des Bayerischen Rundfunks in München an; seit 2000 dem Programmbeirat von ARTE Deutschland. Mitglied im PEN-Zentrum Deutschland seit 1973. Neben seiner schriftstellerischen Arbeit engagiert er sich als Inhaber des kleinen Stora Verlages um die deutschsprachige Literatur; unter anderem erschien bei Stora die erste multimediale Literatur-CD-ROM, und bis 2000 halbjährlich die Literaturzeitschrift cet.

## Veröffentlichungen
Stauffer schrieb zahlreiche Hörspiele und Rundfunkfeatures, unter anderem:
- Brillum (Hörspiel), 1965
- Der Tunnel  (Hörspiel nach Friedrich Dürrenmatt), 1965
- Versuchung in Budapest (14 Folgen, nach Ferenc Koermendi), 1965
- Friedensschluß (Übersetzung des Hörspiels von Magda Szabó), 1967
- Lügensänger (als Fernsehspiel 1973), 1971
- Die Leichenschmäusler (Hörspiel), 1975
- Es könnte ja noch schlechter sein I (Hörspiel), 1976
- Boxerrunden (Hörspiel), 1977
- Es könnte ja noch schlechter sein II (Hörspiel)  1978
- Ein Herr reist 1. Klasse 1978 (Hörspiel), 1978
- A rose is a rose is a rose (Hörspielwerkstatt über Gertrude Stein), 1979
- Caterpillar (Hörspiel), 1979
- Vilma Mönckeberg (Fernsehporträt), 1980
- Jesus im Steinbruch (Hörspiel), 1981
- Durch übermächtiges Feuer an den Boden genagelt (Hörspiel zus. mit Frank Grützbach), 1983
- Besszlab – Fuszlos (Hörspiel), 1983
- Das kleine Katastrophenprogramm (Hörspiel zus. mit Frank Grützbach), 1984
- Ernst Jandl zu grüßen (Feature zum 60. Geburtstag), 1985
- Die Baumschule – Nachgerufen (Hörspiel), 1985
- Der Kahnfahrer im Mond (Übers. Theater von Sándor Weöres), 1985
- Urbi et orbi (Hörspiel zus. mit Karlheinz Barwasser), 1985
- Am Morgen danach (Hörspiel zus. mit Karlheinz Barwasser), 1985
- Polyglotte - Eine Hörverunsicherung (Hörspiel), 1986
- Federico Garcia Lorca (Feature), 1986
- Jan Rys (Feature), 1986
- Die literarische Tischgesellschaft (Feature über Schriftstellerstammtische in Budapest), 1987
- Röntgen, kann man das übersetzen? (Feature über eine ung.-deut.  Übersetzerkonferenz), 1987
- André Chenier - Revolutionscollage (zus. mit Karlheinz Barwasser und Michael Peter), 1989
- RadiOh! (Hörcollage zus. mit Karlheinz Barwasser), 1989
- Allegro Barbaro (Hörspiel zus. mit Karlheinz Barwasser), 1989
- Jüdisch, links und schwul (Feature zus. mit Karlheinz Barwasser), 1992
- Ein Jahrzehnt wird gehört, Porträt und Revision einer Legende: die Zeitschrift Twen (Feature zus. mit Bernhard Greger und Michael Koetzle), 1995
- Wies’n-Herrlichkeit oder Die Bierolympiade (Feature zus. mit Karlheinz Barwasser), 1995
- Eine einzige Hitlerey in Stein (Hörcollage zus. mit Karlheinz Barwasser), 1998
- Vorwärts immer - rückwärts nimmer (Feature zus. mit Karlheinz Barwasser), 1999